# Francesco Lamanna
Francesco Lamanna, né le 11 janvier 2002 à Ivrée en Italie, est un footballeur italien, qui évolue au poste de arrière droit à l'AS Gubbio.

## Biographie

### En club
Formé par la Juventus de Turin Francesco Lamanna passe également par l'US Cremonese en 2019 avant de faire son retour à la Juventus au début de l'année 2020.
Laissé libre par la Juventus il rejoint le Novare Calcio en 2020. Cependant le club fait faillite et à l'été 2021 il rejoint l'AS Gubbio librement.

### En équipe nationale
Avec l'équipe d'Italie des moins de 17 ans, il inscrit son premier but avec la sélection face à l'Autriche, contribuant à la victoire de son équipe (1-4).
Il participe ensuite au championnat d'Europe des moins de 17 ans en 2019 qui se déroule en Irlande. Lors de cette compétition il joue cinq matchs, tous en tant que titulaire. Son équipe atteint la finale face aux Pays-Bas. Il participe à cette rencontre mais l'Italie s'incline ce jour-là (4-2).
Il est à nouveau sélectionné avec les moins de 17 ans pour participer à la coupe du monde des moins de 17 ans en 2019 où il joue trois matchs. Les jeunes italiens s'inclinent en quarts de finale face au Brésil.

## Palmarès

### En sélection
- Finaliste du championnat d'Europe des moins de 17 ans en 2019 avec l'équipe d'Italie des moins de 17 ans.